# Sthenopis
Genre
Sthenopis est un genre de lépidoptères (papillons) de la famille des Hepialidae.

## Liste des espèces
Selon Funet :
- Sthenopis argenteomaculatus (Harris, 1841)
- Sthenopis pretiosus (Herrich-Schäffer, [1856])
- Sthenopis purpurascens (Packard, 1863)
- Sthenopis thule (Strecker, 1875)
- Sthenopis bouvieri (Oberthür, 1913)
- Sthenopis dirschi (Bang-Haas, 1939)
- Sthenopis regius (Staudinger, [1896])
- Sthenopis roseus (Oberthür, 1911)